# Atlantis European Airways
Atlantis Armenian Airlines (auch bekannt unter Atlantis European Airways) war eine armenische Fluggesellschaft mit Sitz in Jerewan und Basis auf dem Flughafen Jerewan.

## Unternehmen
Atlantis European Airways wurde 1996 gegründet. Man führte Codeshare-Flüge mit Austrian Airlines und Czech Airlines von Jerewan über Wien und Prag zu anderen Zielen durch. Flugtickets der Atlantis wurden in ganz Armenien in über 40 Reisebüros verkauft.
Am 9. Juni 2021 wurde das Air Operator Certificate (AOC) der Fluggesellschaft suspendiert.
(Laut Website des Centre for Aviation hat die Fluggesellschaft am 20. Februar 2020 den Betrieb eingestellt und das AOC ist am 20. Februar 2021 abgelaufen).

## Flotte
Die Flotte der Atlantis European Airways bestand mit Stand März 2020 aus vier Flugzeugen mit einem Durchschnittsalter von 26,4 Jahren:
| Flugzeugtyp     | Anzahl | bestellt | Anmerkungen  |
| --------------- | ------ | -------- | ------------ |
| Airbus A320-200 | 3      | 1        | zwei inaktiv |
| Boeing 737-500  | 1      |          |              |
| Gesamt          | 4      | 1        |              |